# Michał Peter
Michał Kazimierz Peter (ur. 23 sierpnia 1922 w Kcyni, zm. 26 stycznia 1982) – polski ksiądz katolicki, biblista, tłumacz Pisma Świętego, dziekan Papieskiego Wydziału Teologicznego w Poznaniu (1978-1981).

## Życiorys
W 1945 wstąpił do seminarium duchownego w Gnieźnie, następnie studiował w Poznaniu, święcenia kapłańskie przyjął 19 lutego 1950 jako duchowny archidiecezji poznańskiej. W latach 1950–1953 studiował na Uniwersytecie Jagiellońskim, tam obronił pracę magisterską (1951) i doktorską (1953) z teologii. Tę drugą Księga proroctw Malachiasza, Przekład i komentarz napisał pod kierunkiem Aleksego Klawka. Po zakończeniu studiów powrócił do Poznania, gdzie został wykładowcą Wyższego Seminarium Duchownego.
Był także profesorem Papieskiego Wydziału Teologicznego w Poznaniu (w latach 1978–1981 dziekanem). Przetłumaczył dwie księgi Biblii Tysiąclecia (1965): Aggeusza i Malachiasza. W serii tzw. komentarzy KUL przygotował Księgę Aggeusza i Księgę Malachiasza. Był również redaktorem Starego Testamentu w Biblii poznańskiej (1974) dla której przetłumaczył również Księgi Rodzaju, Wyjścia, Kapłańską, Liczb i Powtórzonego Prawa. Zginął w wypadku samochodowym.

## Twórczość
- Wykład Pisma Świętego Starego Testamentu (Biblioteka pomocy seminaryjnych, tom V) - Pallotinum, Poznań 1959.